# 金英逸
金 英逸（キム・ヨンイル、1944年5月2日 - ）は朝鮮民主主義人民共和国（北朝鮮）の政治家。第3代内閣総理（首相）を務めたが、経済政策に失敗して更迭された。

## 略歴
1961年に朝鮮人民軍に入隊し、9年間軍務に就く。退役後、羅津海運大学に入学。卒業後、陸海運部（省に相当）で勤務し、1980年には陸海運部副部長（次官）に就任する。1994年、陸海運部部長（大臣）に就任。1998年9月の憲法改正で政務院（政府）が内閣に改組されると、陸海運部は陸海運省と改称し、金英逸は引き続き陸海運相（大臣）に就任した。陸海運部長・相在職中、金は港湾・埠頭や造船場の建設などで実績を挙げた。
2007年4月11日の最高人民会議第11期第5回会議で内閣総理に選出される。前任者の朴奉珠が経済改革の失敗で総理を解任されたため、金英逸は経済再建を期待された。しかし、2009年に実施した貨幣改革（デノミネーション）が失敗したため、2010年6月7日の最高人民会議第12期第3回会議で総理を解任された。
総理更迭後は清津市港湾長に転出。このポストは、副局長級であり、事実上の降格人事である。